# Alberto Jiménez Benítez
Alberto Jiménez Benítez (nascut el 15 de novembre de 1992) és un futbolista professional canari que juga al CE Castelló. Principalment de defensa central, també pot jugar com a migcampista defensiu.

## Carrera futbolística
Nascut a La Oliva, província de Las Palmas, Alberto va acabar la seva formació amb el CD Tenerife local, debutant amb l'equip B a la quarta divisió. En la seva segona temporada com a sènior va jugar 17 partits amb el primer equip (13 a la lliga) i va marcar tres gols, aconseguint l'ascens a la segona divisió a través dels play-offs.
El 18 d'agost de 2013, Alberto va jugar el seu primer partit com a professional, entrant com a substitut al final del partit en una derrota per 0-1 contra l'AD Alcorcón.  El 13 d'agost de l'any següent va renovar el seu contracte per una temporada més, sent cedit immediatament al València CF Mestalla per tota la temporada.
El 10 de novembre de 2015, després de tornar de la cessió, Alberto va ampliar el seu contracte fins al 2018.  Va marcar el seu primer gol com a professional el 15 d'abril de 2017, aconseguint el segon gol del seu equip en un empat a 3 a casa contra el Girona FC.
El 28 de juny de 2017, després d'establir-se com a titular, Alberto va renovar el seu contracte fins al 2020.  El 17 de maig de 2020, va ampliar el seu contracte per tres anys més.
El 10 de gener de 2022, després de jugar només 87 minuts durant la primera meitat de la temporada, Alberto va ser cedit a l'Albacete Balompié de la Primera Divisió RFEF fins al juny.